# باغ غل (أصفهان)
باغ غل هي قرية في مقاطعة أصفهان، إيران. عدد سكان هذه القرية هو 18 في سنة 2006.